# Le Boullay-les-Deux-Églises
Le Boullay-les-Deux-Églises é uma comuna francesa na região administrativa do Centro, no departamento Eure-et-Loir. Estende-se por uma área de 13,36 km². Em 2010 a comuna tinha 259 habitantes (densidade: 19,4 hab./km²).